# Église de Treytorrens
L’église de Treytorrens est un petit lieu de culte protestant situé dans la commune de Treytorrens, en Suisse. La paroisse est membre de l'Église évangélique réformée du canton de Vaud.

## Histoire
La chapelle de Treytorrens s’élève sur le site d'un lieu de culte attesté dès 1416. Elle comporte un clocher-arcade et une nef carrée, ainsi qu’un chœur rectangulaire, plus étroit. Celui-ci, voûté d'une croisée d'ogives, a été reconstruit vers le milieu du XVe siècle, peut-être par le maçon-architecte ou maître d’œuvre Jean de Lilaz (actif aussi à Moudon, Romont et Granges-près-Marnand). La reconstruction n’est pas encore achevée en 1463.
À la même date est attesté le vocable de saint Nicolas, puis, en 1513 est évoqué celui de Saint Jean-L'Évangéliste. Vers 1520, la façade principale reçoit un portail de style gothique flamboyant, cet aménagement étant peut-être lié à la fondation en 1516 d’un autel des Dix Mille Martyrs. L’inscription de l’une des deux cloches, datées toutes deux de 1526, se réfère justement à saint Acace, souvent associé aux Dix Mille Martyrs.
L'église a été analysée en 1898 par l'archéologue Albert Naef et restaurée jusqu’en 1907 par les architectes associés Adolphe Burnat et Paul Nicati. Nouvelle restauration en 1996 par l’architecte Jean-Paul Crausaz.
La nef est couverte, à l’intérieur, d'un berceau cintré lambrissé reconstitué en 1907 en tenant compte de vestiges conservés. Des « chapelles baldaquins » occupent les angles de la nef, à proximité du chœur. De tels aménagements sont rares dans la région, on ne les trouve guère qu’à la chapelle de Loys à Granges-près-Marnand, et à l’église paroissiale de Payerne. La chapelle sud-est, ainsi que le remplage de la fenêtre axiale ont été restitués à l’occasion de cette restauration de 1898-1907.
Un orgue construit par Jean-Marc Dumas facteur d’orgues à Romont, a été installé en 1960 et restauré en 2004.
L'église est répertoriée comme bien culturel suisse d'importance nationale.
En 1536, lors de la Réforme protestante, treize statuettes représentant le Christ et les apôtres auraient été données à la commune voisine de Franex, (fribourgeoise, donc catholique), afin de les sauver de la destruction.

## Galerie

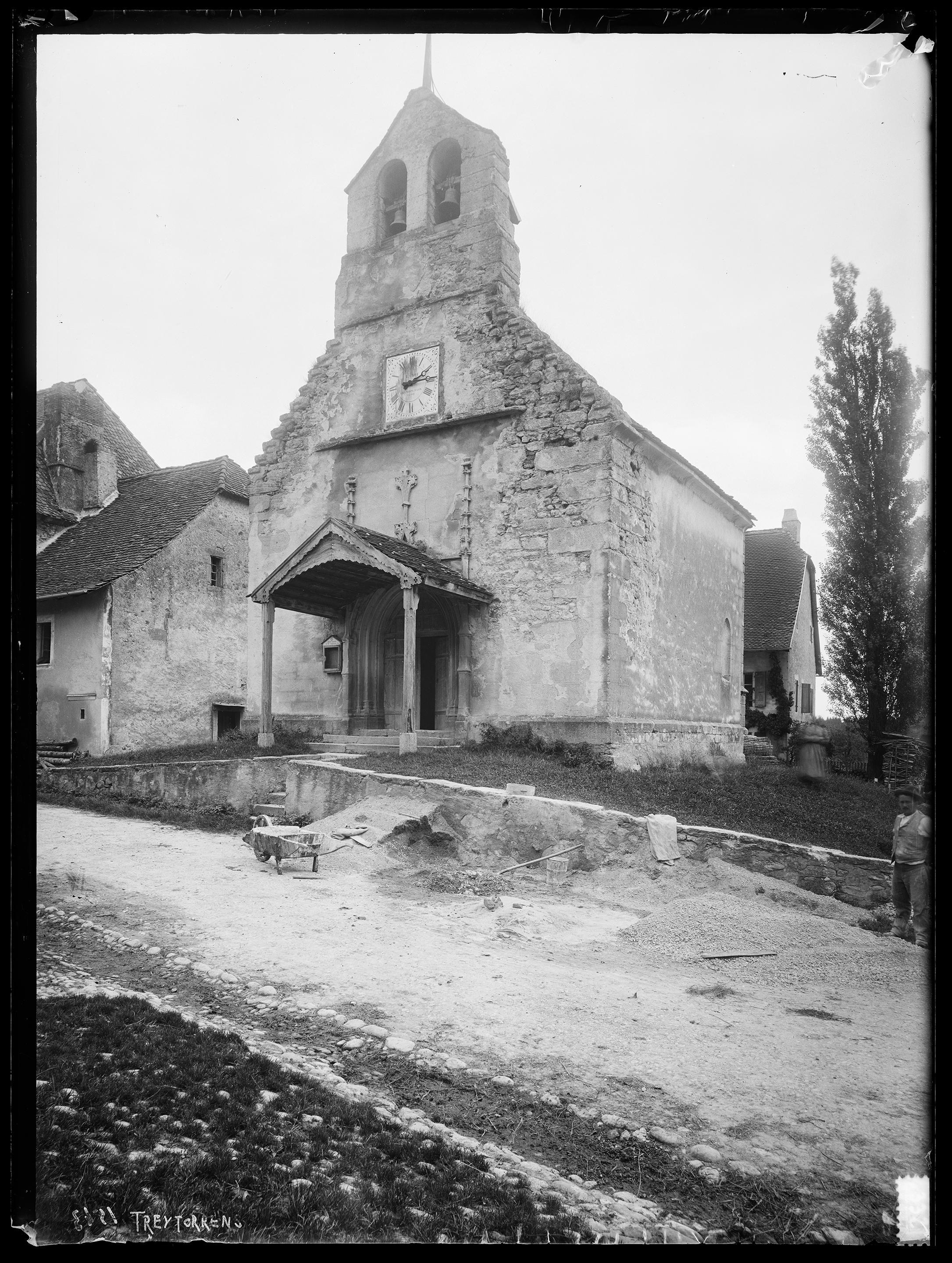
Église de Treytorrens, photographie d'Albert Naef, 1897-1900.
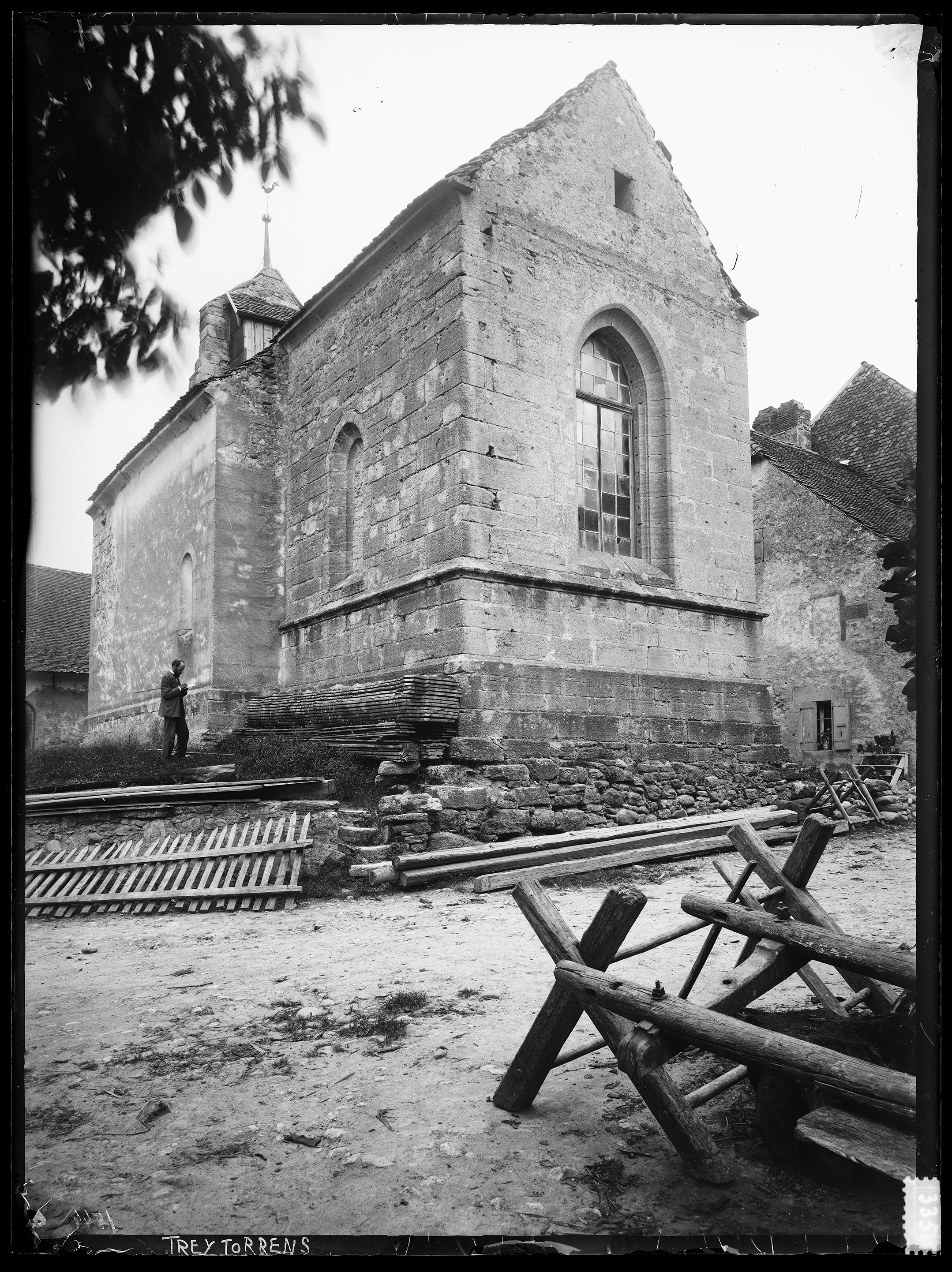
Arrière de l'église de Treytorrens, photographie d'Albert Naef, 1897-1900
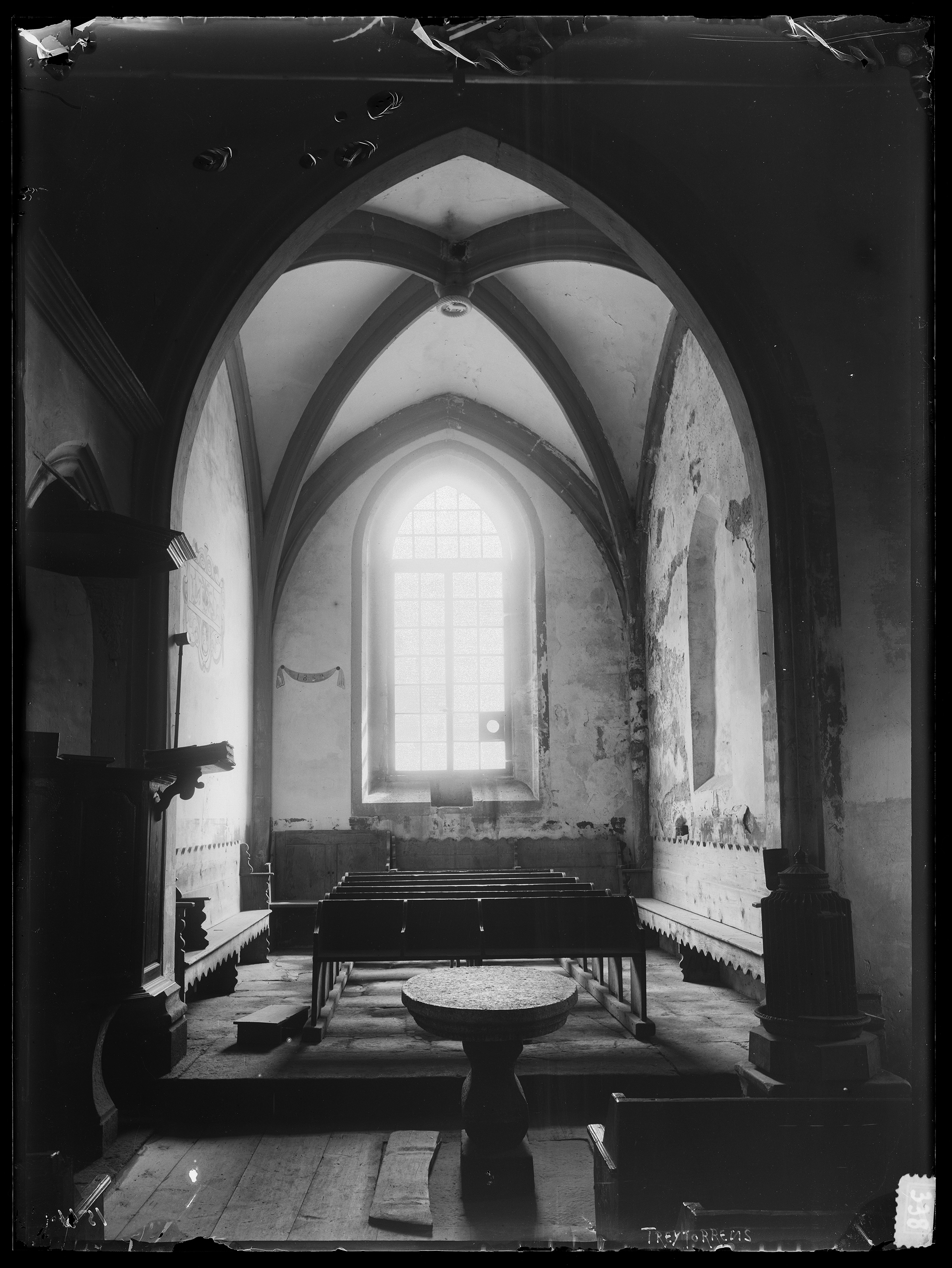
Vue du choeur de l'église de Treytorrens, photographie d'Albert Naef, 1897-1900
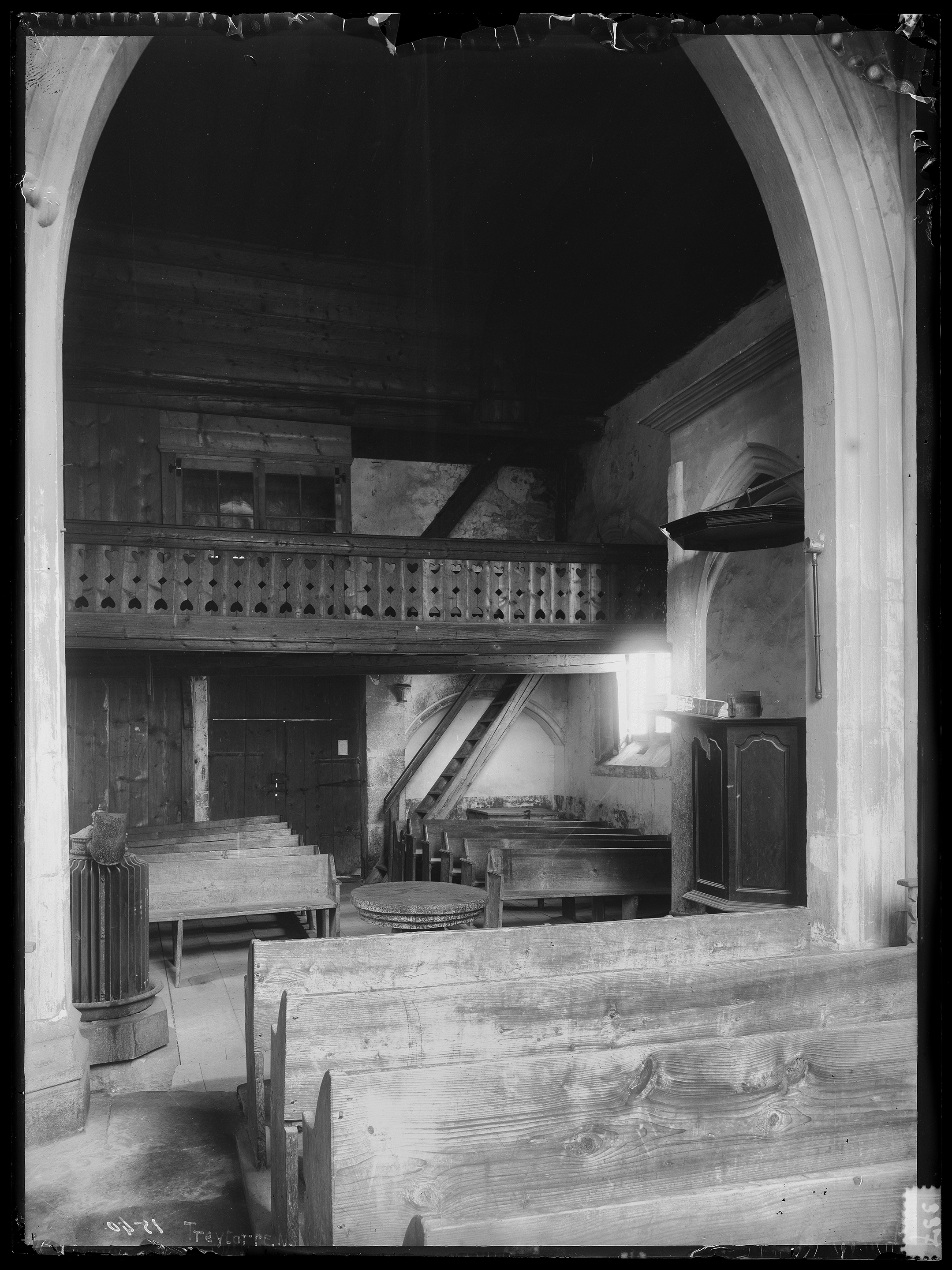
Intérieur de l'église de Treytorrens, photographie d'Albert Naef, 1897-1900